# Aprostocetus pachyneuros
Aprostocetus pachyneuros is een vliesvleugelig insect uit de familie Eulophidae. De wetenschappelijke naam is voor het eerst geldig gepubliceerd in 1844 door Ratzeburg.